# توني باول (عداء سريع)
توني باول هو عداء سريع كندي، ولد في 13 سبتمبر 1943 في ثيتفورد في المملكة المتحدة.

## وصلات خارجية
- توني باول على موقع أوليمبيديا (الإنجليزية)